# 古墳群

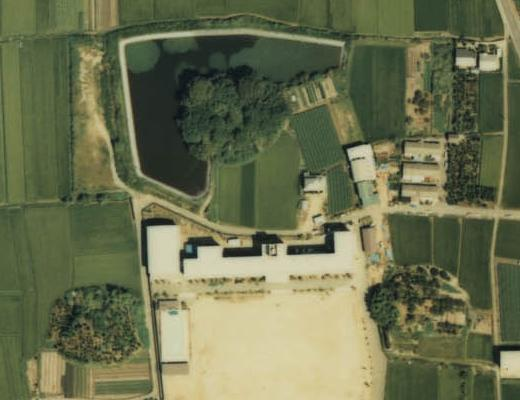
纒向古墳群のなかの勝山古墳（上）・矢塚古墳（下左）・石塚古墳（下右）

古墳群（こふんぐん）とは、考古学における遺跡呼称の1つで、複数の古墳によって構成される遺跡群である。

## 概要
古墳は、1基で単独に存在する例はそれほど多くなく、通常、数基または数十基で群を構成することがむしろ一般的であり、これを「古墳群」という。また、古墳群を構成する古墳が数百基におよぶ例もある。著名な古墳群に、大阪府の百舌鳥古墳群・古市古墳群、奈良県の大和古墳群・纒向古墳群・佐紀盾列古墳群・馬見古墳群、和歌山県の岩橋千塚古墳群、宮崎県の西都原古墳群などがある。
古墳群を構成せず、他の古墳から離れて1基単独で存在する場合、その古墳を「単独墳」と呼ぶ場合がある。また、1つの古墳群のなかで、他と隔絶した規模・施設をもつ古墳を「盟主墳」と呼称する場合もあるが、いずれも慣用的な用法である。
古墳群のあり方は、当該古墳群の所在する地域における古墳時代の歴史的経緯や諸相をよくあらわしている。円墳のみで構成される古墳群、何基かの前方後円墳を含む古墳群、中期古墳のみの古墳群、前期から後期まで連続して営まれた古墳群など、そのあり方は古墳群の営まれた地域の様相や系譜をともにする被葬者たる氏族の消長、その権力の性格などを端的に示している。なお、特に古墳時代後期において見られる、小規模な円墳がごく狭小範囲に群集して分布する場合は、古墳群の中でも「群集墳」と呼ぶ。